# Germantown (Wisconsin)
Pour les articles homonymes, voir Germantown.
Germantown est un village du comté de Washington, dans l'État du Wisconsin, aux États-Unis. En 2020, il comptait une population de 20 917 habitants.